# Chmielnicka Elektrownia Jądrowa
Chmielnicka Elektrownia Jądrowa (ukr. Хмельницька АЕС) – elektrownia jądrowa na Ukrainie, w obwodzie chmielnickim, w mieście Niecieszyn.
Pracują w niej dwa reaktory wodne ciśnieniowe. Planowane jest dokończenie i uruchomienie dwóch kolejnych, których budowa została przerwana po upadku ZSRR. W 2015 r. prace przerwano, a w 2016 ogłoszono zerwanie umowy z Rosją.

## Reaktory
Budowę bloków energetycznych nr 1, 2, 3 i 4 rozpoczęto odpowiednio w roku 1979, 1983, 1985 i 1986. Blok nr 1 oddano do eksploatacji w roku 1987, natomiast budowę bloków energetycznych 2, 3 i 4 przerwano w roku 1990. W 1993 r. wznowiono pracę nad budową bloku nr 2, a oddano go do użytku w 2004 r. Parokrotnie podejmowano działania zmierzające do wznowienia budowy dwóch pozostałych reaktorów, w 2021 podjęta została decyzja, aby zbudować dwa reaktory od nowa wspólnie z Westinghouse Electric Company.
| Nazwa bloku   | Typ reaktora | Właściciel | Operator   | Rozpoczęcie budowy | Stan krytyczny                          | Włącz. do sieci                         | Moc elektr. netto (MW) | Moc elektr. brutto (MW) | Moc termiczna (MW) |
| ------------- | ------------ | ---------- | ---------- | ------------------ | --------------------------------------- | --------------------------------------- | ---------------------- | ----------------------- | ------------------ |
| Chmielnicki-1 | WWER-1000    | Energoatom | Energoatom | 11 stycznia 1981   | 12 października 1987                    | 31 grudnia 1987                         | 950                    | 1000                    | 3200               |
| Chmielnicki-2 | WWER-1000    | Energoatom | Energoatom | 2 stycznia 1985    |                                         | 8 sierpnia 2004                         | 950                    | 1000                    | 3200               |
| Chmielnicki-3 | WWER-1000    | Energoatom | Energoatom | 1 marca 1986       | budowa zawieszona, planowane ukończenie | budowa zawieszona, planowane ukończenie | 950                    | 1000                    | 3200               |
| Chmielnicki-4 | WWER-1000    | Energoatom | Energoatom | 2 stycznia 1987    | budowa zawieszona, anulowane            | budowa zawieszona, anulowane            | 950                    | 1000                    | 3200               |
| Chmielnicki-5 | AP1000       | Energoatom | Energoatom | ?                  | ?                                       | ?                                       | -                      | -                       | -                  |
| Chmielnicki-6 | AP1000       | Energoatom | Energoatom | ?                  | ?                                       | ?                                       | -                      | -                       | -                  |